# 丁仪
丁仪（？—220年），字正礼，沛国（治今安徽濉溪縣）人，汉末三国时文学家，司隶校尉丁冲之子，曾任西曹掾、右刺奸掾。与弟丁廙同为曹植亲信，卷入曹植与曹丕的世子之争，曹丕即魏王位后被夷三族。

## 生平
丁仪之父丁冲与曹操是旧识，曾建议其迎驾汉献帝而被封司隶校尉。丁冲死后，曹操曾想将爱女清河公主嫁给丁仪，但曹丕卻以丁儀有眼病相貌不佳为由，向曹操提出把清河公主嫁給夏侯楙，結果丁儀不能娶公主為妻。因此对曹丕是恨得咬牙切齿，所以和曹植更加亲善，经常和杨修等人在曹操的面前夸奖曹植，拥护曹植为魏王太子。然而，曹植因文人气、才子气太浓，常常任性而行，不注意修饰约束自己，且饮起酒来毫无节制，做出几件让曹操失望的事情，最终与太子之位失之交臂。
同時丁儀也向曹操上過讒言，使不願靠攏自己的徐奕免職，亦致使崔琰冤死，毛玠不滿崔琰冤死，丁儀也誣告毛玠使其免職。此外何夔與丁儀不和，堅持不靠攏丁儀。
后来曹操任命丁仪为西曹掾。曹操欣赏丁仪出众的才能，叹息说：“丁仪就算两只眼睛都瞎了，我也要把女儿嫁给他，何况只是眼睛有点小？都是我兒坏了我女儿的婚姻大事呀！”
最後曹丕成为太子，丁仪转任右刺奸掾，曹丕藉著丁儀轉職這事情下令丁儀自殺，丁儀不想自殺，於是叩頭哀求夏侯尚為自身說情，夏侯尚也為丁儀悲求曹丕免過一死而不得。曹丕即魏王位之后，丁仪被满门抄斩。
丁儀在世和劉廙談論刑罰禮儀的文獻西晉時期還存在，曹植著有一诗《又贈丁仪王粲》。《全后汉文》中的《寡妇赋》被认为是丁仪之妻所作。

## 軼事

### 《三國志》列傳爭議
據《晉書》記載，當時传闻《三國志》作者陳壽曾向丁儀、丁廙的兒子索取立傳費，說：“可觅千斛米见与，当为尊公作佳传。”結果被拒絕後，陳壽竟然就不為享有高名的丁氏二人立傳。據《三國志·魏書·任城陳蕭王傳》記載，陳壽出生前13年（220年）丁氏兄弟和全家男性均已被曹丕所殺，根本無後代。如採信此說法，則晉書的記載爲謠言。但由於陳壽是《三國志》作者，所以此說法不能作為確切依據。
也有人根据据信为丁仪遗孀所作的《寡妇赋》“抱弱子以自慰”一语，认为丁氏兄弟虽然被杀，但并未祸及男嗣。此说也存疑，因《寡妇赋》未必为丁仪遗孀所作，描述的也未必是丁仪的遗孀。潘眉、王鳴盛指出丁氏兄弟是曹魏罪人，不得列傳，亦朱彝尊也在懷疑列傳的可行性。

## 评价
- 曹操：“丁掾，好士也，即使其两目盲，尚当与女，何况但眇？是吾儿误我。”（《三国志·魏书十九》）
- 何夔：“为不义适足害其身，焉能害人？且怀奸佞之心，立於明朝，其得久乎！”（《三国志·魏书·崔毛徐何邢鲍司马传第十二》）
- 潘眉：“丁仪、丁廙，官不过右刺奸掾及黄门侍郎，外无摧锋接刃之功，内无升堂庙胜之效，党于陈思王，冀摇冢嗣，启衅骨肉，事既不成，刑戮随之，斯实魏朝罪人，不得立传明矣。”（《三国志考证》）
- 王鸣盛：“丁仪、丁廙巧佞之犹，安得立传？”（《十七史商榷》）

## 民间艺术

### 三国演义
曹操去世后，曹植不來奔丧，於是曹丕派使者问罪，因為曹植与丁仪兄弟喝得烂醉如泥，不理会使者。后来许褚将他们都绑在车上，押解到邺郡。曹丕下令，将丁仪、丁廙等人尽行诛戮。

### 影視
- 無綫電視劇集《洛神》（1975年）：吴孟达
- 中國大陸中央電視台電視劇《三國演義》（1994年）：刘明月
- 無線電視劇集《洛神》（2002年）：林敬刚
- 中國大陸電視劇《大軍師司馬懿之軍師聯盟》（2017年）：栾浚威